# إدموند جيلكريست
إدموند جيلكريست (بالإنجليزية: Edmund B. Gilchrist) هو مهندس معماري أمريكي، ولد في 13 مارس 1885 في فيلادلفيا في الولايات المتحدة، وتوفي في 18 ديسمبر 1953.

## معرض صور

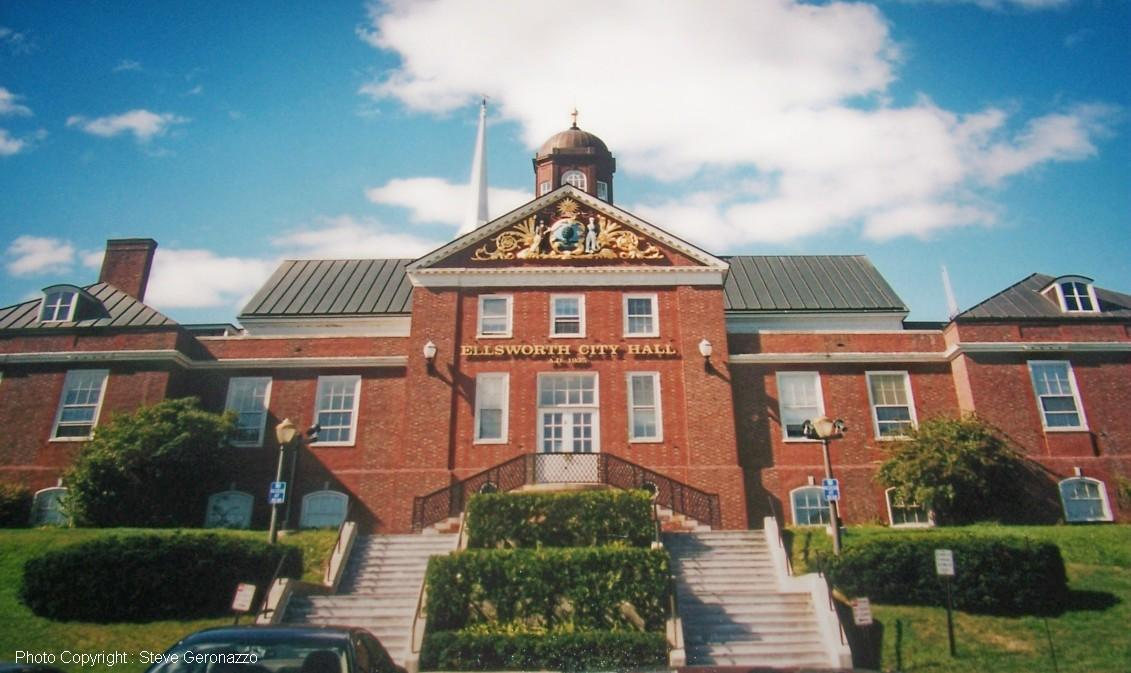
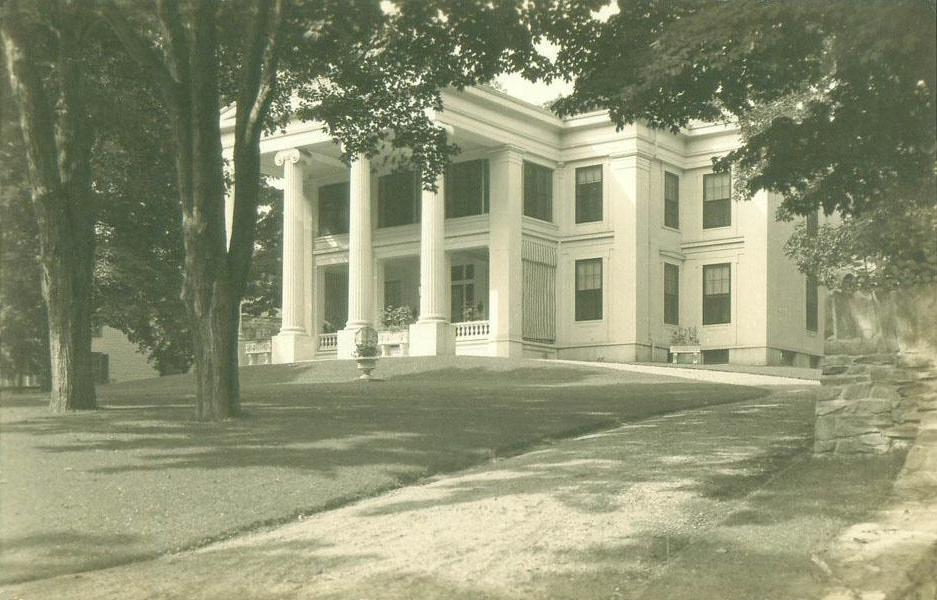
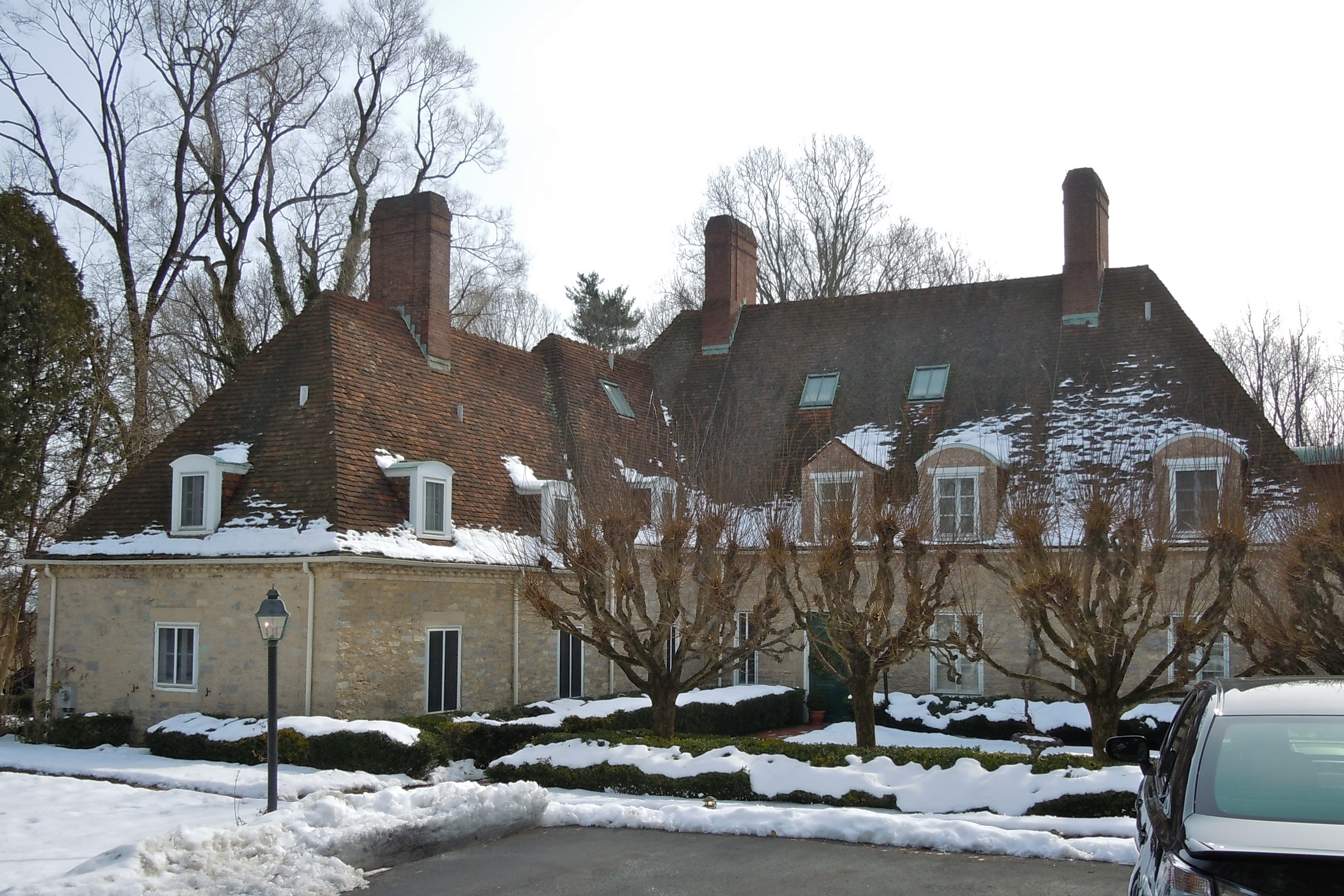
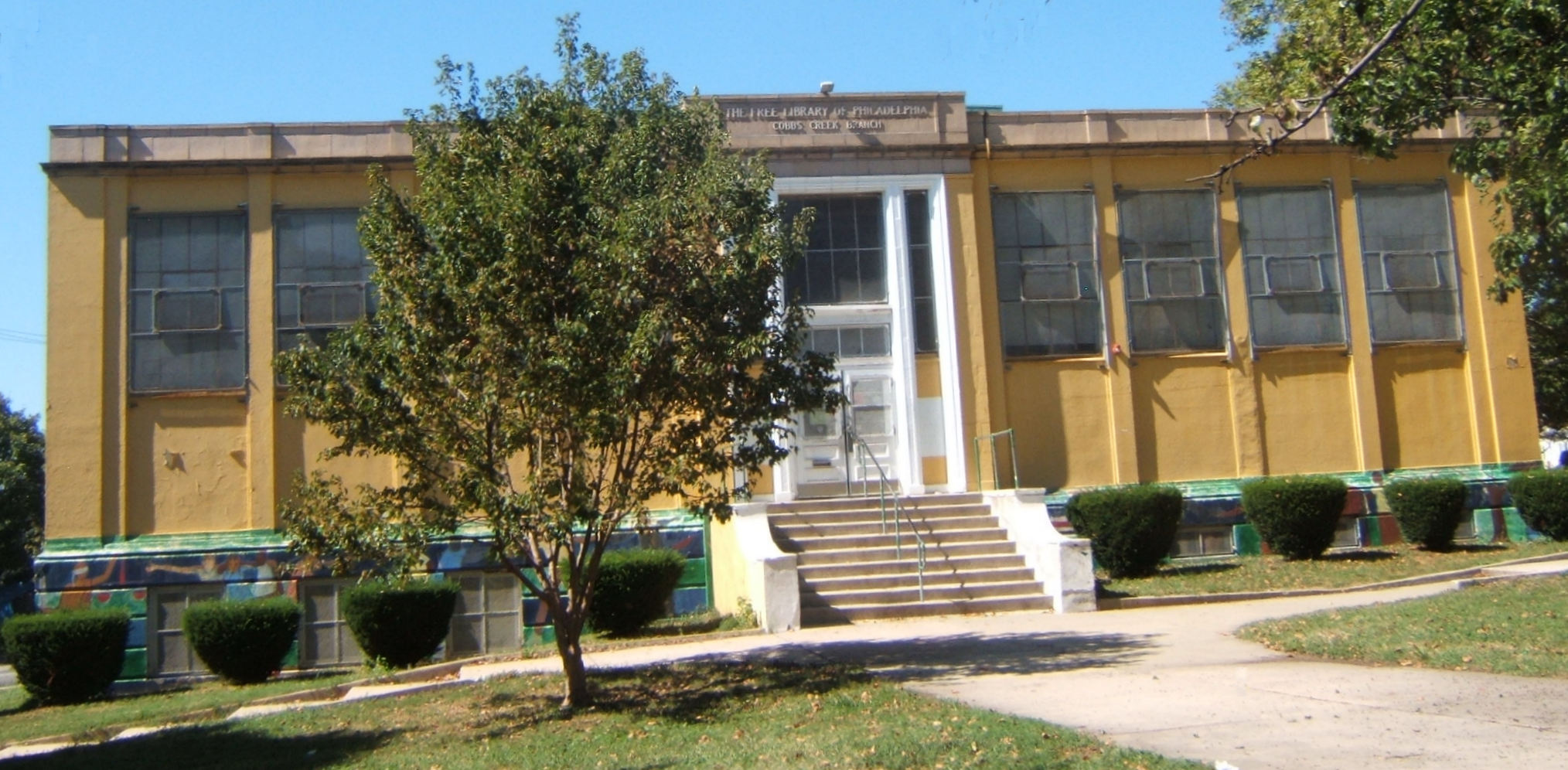
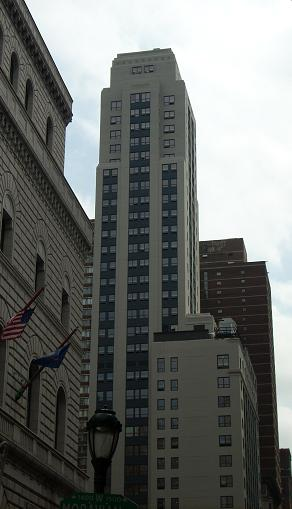